# Ronen Rubinstein
Pour les articles homonymes, voir Rubinstein.
Ronen Rubinstein, né le 7 novembre 1993 à Rehovot, en Israël, est un acteur israélo-américain. 
Il est essentiellement connu pour les rôles d'Alex Powell dans la série Dead of Summer : Un été maudit et de T. K. Strand dans la série 9-1-1: Lone Star.

## Biographie

### Enfance et formation
Ronen Rubinstein est né à Rehovot, en Israël, fils d'émigrants juifs russes de la République socialiste soviétique kazakhe, qui fait partie de l'Union soviétique. Quand il avait cinq ans, il a déménagé avec ses parents et sa sœur aînée aux États-Unis, où il a grandi dans l'arrondissement de Staten Island de New York. Dans une interview, il a dit qu'il se sentait comme un étranger grandissant en tant qu'immigrant, prenant l'anglais comme troisième cours de langue et ayant des difficultés à s'adapter à la culture américaine. 
Il a été initié au théâtre au cours de sa deuxième année de lycée lorsque son conseiller en orientation lui a suggéré d'essayer le théâtre comme forme de thérapie et d'échapper à l'épidémie d'opioïdes dans son quartier,. Il a brièvement travaillé comme assistant dentaire dans le cabinet dentaire de son père, mais a choisi de ne pas suivre ses traces et de devenir médecin. Après avoir obtenu son diplôme au New Dorp High School en 2011, il a décidé de poursuivre une carrière d'acteur et a obtenu son diplôme de la New York Film Academy.

### Vie privée
Il vit en couple avec l'actrice Jessica Parker Kennedy, qu'il épouse le 14 août 2022. Ensemble, ils ont un fils, Boydd né le 29 septembre 2024. 
En avril 2021, il révèle sa bisexualité au magazine Variety.

## Carrière
À 16 ans, il a écrit Something In the Way, son premier court métrage qu'il a ensuite réalisé, produit et joué. Il suit un jeune vétéran de la guerre du Vietnam qui lutte contre le syndrome de stress post-traumatique après son retour à sa vie civile. 
Il a fait ses débuts à l'écran à l'âge de 17 ans en tant que rebelle adolescent nommé Gangsta dans le film dramatique psychologique Detachment de 2011, avec Bryan Cranston, Adrien Brody et James Caan.
En 2014, il a joué dans le film fantastique Jamie Marks Is Dead de Carter Smith aux côtés de Cameron Monaghan, Morgan Saylor et Liv Tyler.
En 2017, il a joué dans le film Smartass (en) de Jena Serbu avec Joey King et Luke Pasqualino.
En 2018, il a joué dans le film indépendant Les Potes (Dude) d'Olivia Milch aux côtés de Lucy Hale, Kathryn Prescott, Alexandra Shipp, Awkwafina, Alex Wolff et Austin Butler sorti sur Netflix.
En 2019, il a joué dans le film Brooklyn Love Stories (Bushwick Beats) aux côtés de Nadia Dajani, Justine Lupe, Britt Baron (en) et Melanie Nicholls-King (en). Le film est produit par six cinéastes différents mettant en commun leurs expériences personnelles et leurs talents pour le développement du film,.
Le 12 mai 2019, il rejoint le casting principal de la série 9-1-1: Lone Star, le spin-off de la série 9-1-1 de Ryan Murphy et Brad Falchuk dans une version basée à Austin, Texas dans le rôle de Tyler Kennedy « TK » Strand aux côtés de Rob Lowe, Liv Tyler, Jim Parrack et Sierra McClain. La série est diffusée depuis le 19 janvier 2020 sur le réseau Fox.
En 2020, il a joué dans le film d'horreur Follow Me (No Escape) de Will Wernick aux côtés de Holland Roden et Keegan Allen ainsi que dans le film d'horreur indépendant Smiley Face Killers (en) de Tim Hunter aux côtés de Mia Serafino, Crispin Glover, Amadeus Serafini, Ashley Rickards et Cody Simpson.
En 2021, il est à l'affiche du film The Bend de Will Wernick avec Rainey Qualley.

## Activisme
Amoureux des animaux avec deux pit-bulls, il soutient activement Stand up for Pits de Rebecca Corry, travaillant sur le sauvetage et la fin de l'abus des chiens pit-bull. Il soutient également la Humane Society of the United States et la Fondation Leonardo DiCaprio pour protéger la faune. 
Il est Ambassadeur de The Project Zero Ocean ainsi que de The Ocean Cleanup. 
Le 12 juillet 2021, Ronen a annoncé qu'il faisait partie de Marriott- True Colors united   c'est une extension de son engagement mondiale pour mettre fin à l'itinérance des jeunes LGBTQ+ ainsi que l'impact des sans abris dans le monde entier. (tiré de sa publication Instagram)

## Filmographie

### Cinéma
- 2011 : Detachment de Tony Kaye : Un gangster
- 2013 : It Felt Like Love d'Eliza Hittman : Sammy[18]
- 2014 : Jamie Marks Is Dead de Carter Smith : Ronnie
- 2015 : Some Kind of Hate d'Adam Egypt Mortimer : Lincoln Taggert[19],[20]
- 2015 : Condemned d'Eli Morgan Gesner : Dante
- 2017 : Smartass de Jena Serbu  : Nick
- 2018 : Les Potes (Dude) d'Olivia Milch : Mike
- 2019 : Brooklyn Love Stories (Bushwick Beats) : Benny
- 2020 : Follow Me (No Escape) de Will Wernick : Alexei Koslov
- 2020 : Smiley Face Killers de Tim Hunter : Jake Graham
- 2021 : The Bend de Will Wernick  : Christian[21]

#### Courts métrages
- 2011 : Katya de Mako Kamitsuna : Un homme
- 2013 : Something in the Way de lui-même : James Manning (également scénariste et producteur)
- 2017 : West Of Time de Michael DeAngelo : Le fils
- 2020 : End Live-Shackle Slaughter PSA de Nik Tyler et Jess Westberg : Le narrateur (voix)

### Télévision

#### Séries télévisées
- 2015 : Orange Is the New Black : Nathan
- 2016 : Dead of Summer : Un été maudit (Dead of Summer) : Alex Powell
- 2020 : Acting for a Cause : Horatio / Mr Collins
- 2020 - : 9-1-1: Lone Star : Tyler Kennedy « TK » Strand
- 2021 : American Horror Stories : Matt Webb (saison 1, épisode 5)

#### Téléfilm
- 2019 : Less Than Zero de Craig Wright : Trent